# Chrome SpecForce
«Хром: Спецназ» (Chrome: SpecForce) — компьютерная игра в жанре шутер от первого лица, разработанная польской компанией Techland в 2005 году. Игра является приквелом оригинальной игры Chrome 2003 года.

## Сюжет
Действие игры происходит в июле 2172 года на планете Эстрелла, контролируемой корпорацией ЛорГен (англ. LoreGen). Болт Логан в составе Спецназа Федерального экспедиционного корпуса (англ. Federal Expeditionary Corps, FEC) проводит секретную операцию против корпорации, подозреваемой в производстве запрещённых наркотиков.

Болт Логан (главный герой) проходит обучение на базе Спецназа расположенной на планете Нол - 5. Его обучают взламывать пароли, управлять автомобилем, обращаться с оружием и бронекостюмом. В конце миссии его срочно вызывает полковник Нортвуд, Логан садится на звездолёт и улетает на выполнение секретной операции.

Логан и его напарник Рон "Пойнтер" Герц прибывают на шаттле на планету Эстрелла с целью уничтожить лабораторию занимающуюся производством наркотиков. Их действия координирует полковник Нортвуд, который вместе с остальной командой находится на орбите планеты на космическом корабле. Сначала Логан и Пойнтер пробираются к периметру базы, где Логан, взломав компьютер, скачивает план базы и расположенных на ней объектов. Пойнтер со снайперской винтовкой прикрывает Логана с крыши здания, пока тот устанавливает взрывчатку на ключевых объектах базы. Сделав это, они отходят к месту посадки, где наёмники взрывают их шаттл. По пути у них прерывается связь с кораблём, на котором находится полковник Нортвуд. Им становится ясно, что корабль атакован и уничтожен, а поскольку операция была секретной, это может означать предательство на высшем уровне. Эту же версию подтверждают записи на КПК командиров наёмников, где тех предупреждают о возможном вторжении и приказывают им усилить охрану.

После гибели полковника Нортвуда и своего шаттла Логан и Пойнтер оказались одни на враждебной им планете. Они решают захватить (как это и предписывает инструкция) корабль с ближайшего космодрома и эвакуироваться с поверхности планеты. Миновав патрули наёмников и добравшись до космодрома, Логан и Пойнтер встречают борца движения Сопротивления, который просит их о помощи. Не видя другого выхода, они отправляются с ним до базы партизан, по пути оторвавшись на спидерах от погони.
Игра заканчивается тем, что Логан убивает стоявшего за всеми этими преступлениями генерала Стэнтона, который был главой корпорации. После смерти генерала, к Логану присоединяется Пойнтер и говорит, что ЛорГен сдаётся. В финале показывается небольшая концовка, в которой говорится о конце войн.

## Геймплей
Практически ничего нового в геймплей игры добавлено не было, за исключением силовой брони. Имплантаты были убраны из игры и добавлены как дополнительные функции к броне. Функции брони снижают её энергию. Для восполнения энергии используются зарядные устройства. Также был изменён внешний вид оружия. Теперь стало возможно открывать двери при помощи специальных ключ-карт, которые можно находить на трупах или на различной мебели (ящики, столы).

## Отзывы
| Сводный рейтинг       | Сводный рейтинг |
| Агрегатор             | Оценка          |
| --------------------- | --------------- |
| GameRankings          | 60,65 %         |
| Metacritic            | 62/100          |
| Иноязычные издания    |                 |
| Издание               | Оценка          |
| GameSpot              | 5,2/10          |
| IGN                   | 7,5/13          |
| Русскоязычные издания |                 |
| Издание               | Оценка          |
| Absolute Games        | 35 %            |

В основном Chrome: SpecForce получил смешанные отзывы критиков. По мнению сайта Metacritic игра имеет совокупный балл 62 из 100, на основе пятнадцати обзоров.